# Stare vladne stavbe, Wellington
Nekdanje vladne zgradbe Nove Zelandije so v zgodovinskem rezervatu vladnih stavb na Lambton Quayu v središču Wellingtona. Stavbe so bile dokončane leta 1876 na zemljišču, pridobljenem od pristanišča Wellington za namestitev mlade novozelandske vlade in njenih javnih služb.
V stavbi je zdaj pravna fakulteta Victoria University of Wellington. Heritage New Zealand jo je uvrstil v zgodovinski kraj kategorije I.
Do leta 1998 je bila stavba druga največja lesena stavba na svetu (za Todai-dži v Nari na Japonskem).

## Zgodovina

### Gradnja in slog
Stavbo je v zgodnjih 1870-ih naročilo ministrstvo Fox, delno v pričakovanju ukinitve provincialnih vlad. Prvotno je bilo načrtovano, da bo stavba zgrajena iz betona in lesa, vendar so takratni stroški betona odločili za gradnjo le iz lesa. Italijanski, neorenesančni slog je bil običajno domena kamnitih stavb, zato je stavba zasnovana tako, da posnema kamen. Kot pomemben simbol narodnosti je bila stavba zgrajena tako, da spominja na italijansko kamnito palačo, da bi pomagala prenesti svojo moč in stabilnost v rastočem imperiju. Les je domači kauri (Agathis australis), ki ga ni bilo mogoče kopirati, ker so preostali javni gozdovi kaurija na Novi Zelandiji trajno zaščiteni. Če bi bila stavba zgrajena iz kamna, kot je bilo načrtovano, morda ne bi preživela poznejših potresov, saj stoji blizu velike prelomnice. Arhitekt je bil William Clayton, izvajalca pa Scoular in Archibald.
Stavba ima 143 sob, 64 stranišč, 126 kaminov in 22 dimnikov. Ko so jo leta 1876 odprli, je bila po 22 mesecih gradnje in stroških 39 000 funtov brez težav največja stavba v državi, zdaj pa velja za eno najpomembnejših zgodovinskih stavb Nove Zelandije. Stavba je bila zgrajena na predelanem zemljišču.

### Razširitev in obnova
Stavba je bila dograjena leta 1897 in ponovno leta 1907 s prizidavo traktov. Obdajajo jo tudi gospodarska poslopja, prvotno notranjost pa zakrivajo predelne stene, obloge in barva. Po odhodu Oddelka za izobraževanje je bila stavba podvržena temeljiti obnovi pod vodstvom Oddelka za ohranjanje, ki je takrat vključeval Historic Places Trust. Čeprav je bilo nekaj zgodnjih del opravljenih v 1980-ih, je glavnina obnove potekala od leta 1994 do 1996. Številne izvirne značilnosti so bile obnovljene, vključno s kamini, čeprav so ti zdaj zgolj dekorativni. Prvotne pilote totare (Podocarpus totara) so zamenjali z betonskimi. Med projektom obnove je bilo uporabljenih več kot 500 kubičnih metrov recikliranega kaurija za dopolnitev prvotnega lesa. Verande, pozno viktorijanski in edvardijanski radiatorji, izvirna ura in grb, hidravlično dvigalo na vodni pogon in impresivna stopnišča so bili obnovljeni ali ohranjeni.
Piloti, prvotno iz totare, so zdaj betonski. Vsi strukturni okvirji so iz tasmanskega trdega lesa (zdaj obogatenega s pinus radiata), medtem ko so deske, tla in zaključni les iz kaurija. Dvoletni program obnove 804 krilnih oken v stavbi je bil zaključen leta 2021.

## Politika prepovedi kajenja
Zaradi zaskrbljenosti zaradi nevarnosti požara je bilo kajenje v stavbi prepovedano že od njene otvoritve, s čimer je postala prva stavba na svetu s politiko prepovedi kajenja.

## Spreminjanje uporabe
Nekdanje vladne stavbe so bile pomemben simbol državnosti, saj so bile dokončane v istem mesecu, ko je prenehala vlada province na Novi Zelandiji in je centralna vlada 'končno uveljavila svojo oblast'. V stavbi je bila sprva celotna javna uprava s sedežem v Wellingtonu in celoten novozelandski kabinet. Poleg tega se je tam do leta 1948 sestajal izvršni svet. Državna uprava se je hitro razširila preko zmogljivosti stavbe, prvi oddelek pa je zapustil kmalu po odprtju. Do leta 1975 je ostal le Prosvetni oddelek, do leta 1990 pa je bila stavba prazna.
Potem ko so bili 114 let v njej vladni oddelki, je bilo na voljo vladno financiranje in leta 1994 se je začela obnova pod vodstvom Oddelka za ohranjanje, ki je postal lastnik stavbe. Kjer je bilo mogoče, naj bi stavbo obnovili v podobo iz leta 1907, ko sta bila dokončana prizidka severnega in južnega trakta. Projekt je trajal dve leti in je stal 25 milijonov dolarjev. Vladne stavbe so bile uradno ponovno odprte januarja 1996, potem ko je pravna fakulteta univerze Victoria tistega leta podpisala 50-letno najemno pogodbo in postala njeni novi stanovalci. Njegova obnova velja za pomemben projekt ohranjanja dediščine, ki ga je sprožila vlada.

## avni sprejem
Stavba je bila ponovno odprta januarja 1996. Zemljišče je odprto za javnost in vsebuje primerke redke avtohtone novozelandske flore. Javnost si lahko ogleda razstave v pritličju in kabinet v prvem nadstropju, preostali del stavbe pa je oddan pravni fakulteti univerze Victoria.

## Sum požiga
Marca 2015 je stavba zaradi domnevnega požiga utrpele minimalno škodo.